# 酒井建設工業
酒井建設工業株式会社（さかいけんせつこうぎょう）は1933年（昭和8年）に創業した熊本県に本社があるゼネコン（総合建設業）である。

## 沿革
- 1933年（昭和8年）- 創立者酒井杉造個人にて建築請負業開設
- 1948年（昭和23年）- 酒井建設工業株式会社創立企業化
- 1950年（昭和25年）- 個人企業に改め、名称を酒井建設工業社とする
- 1954年（昭和29年）- 酒井建設工業株式会社に再度組織変更
- 1972年（昭和47年）- 酒井徳弘に代表者変更
- 1981年（昭和56年）- 本社所在地を熊本市世安から熊本市健軍町（現在の小峯）に移転、組織も変更
- 2008年（平成20年）- 熊本地裁に民事再生法の適用を申請[1]

## 概要
- 本社所在地 熊本県熊本市東区小峯三丁目2番53号
- 許認可 特定建設業 国土交通大臣許可 第021693号
- 資本金 4億5,000万円
- 売上高 32億6千7百30万円（平成19年経営審査対象事業年度完成工事高）
- 従業員数 43人（2007年（平成19年）10月1日現在）

## 主な施工物件
以下は近年の受賞建築物である。
- 1999年（平成11年）- 高森町ひめゆりの里「朋遊館」（2001年木材利用大型施設コンクール熊本県木材協同組合連合会賞）
- 2000年（平成12年）- 甲佐町総合保健福祉センター鮎緑（2001年木材利用大型施設コンクール熊本県賞）
- 2000年（平成12年）- キューネット社員寮（第7回くまもとアートポリス推進賞）
- 2007年（平成19年）- 熊本学園大学60周年記念会館（第13回くまもとアートポリス推進賞）
- 2007年（平成19年）- AI mall（第13回くまもとアートポリス推進賞選賞）